# Arvi Hurskainen

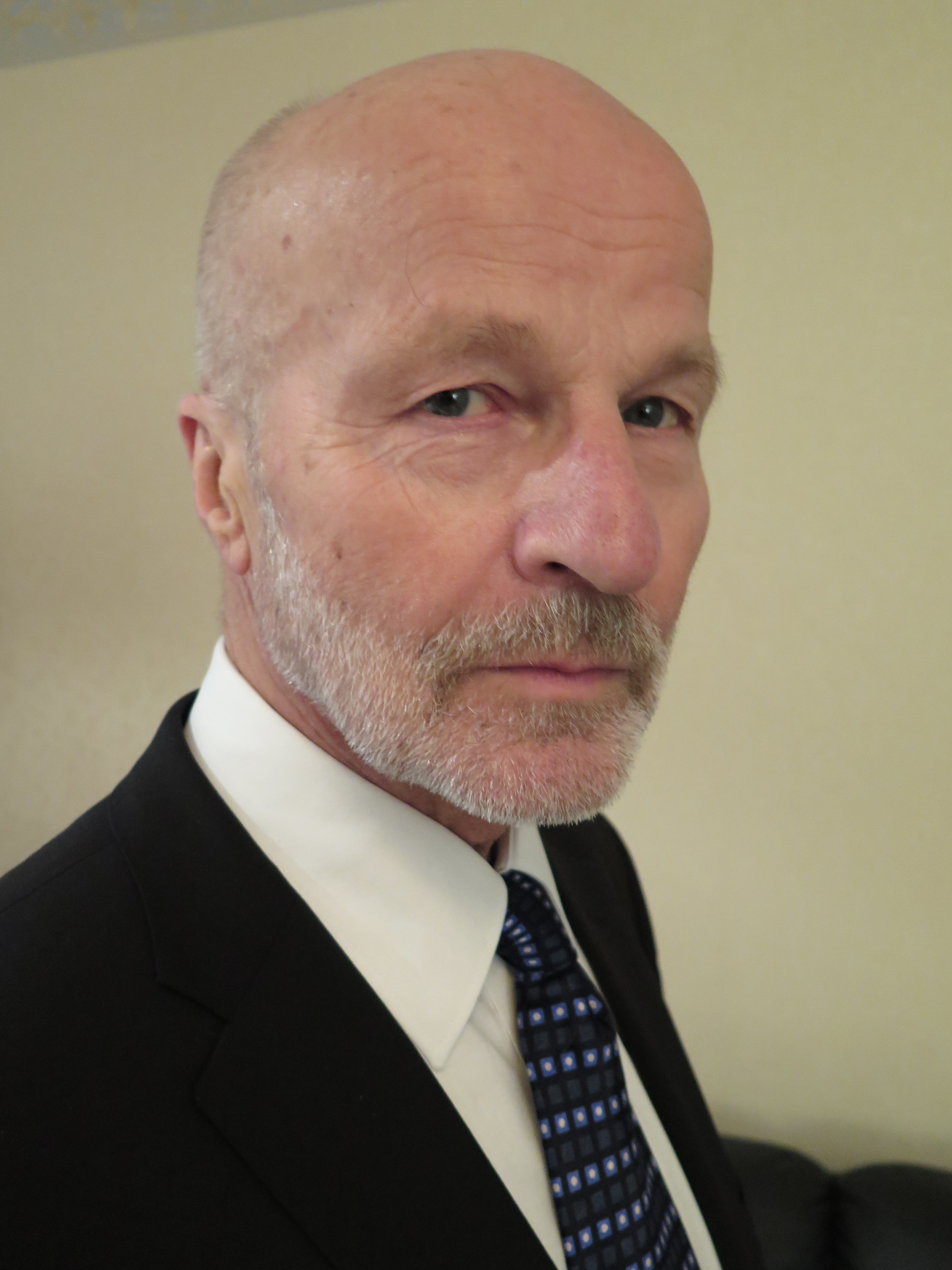
Arvi Hurskainen (2016)

Arvi Johannes Hurskainen, född 25 januari 1941 i Kides, är en finländsk präst och afrikanist.
Hurskainen prästvigdes 1965 och blev filosofie doktor 1986. Han arbetade 1967–1976 och 1984–1985 för Finska Missionssällskapet, bland annat i Tanzania, var 1976–1981 missionssekreterare vid Helsingfors stift och 1981–1991 lektor i bantuspråk vid Helsingfors universitet. Sistnämnda år utsågs han till professor i afrikanska språk och kulturer.
Hurskainen har studerat bland annat swahilispråkets morfologi och syntax samt upprättat en swahilitextbank i form av en databas för internationellt bruk. 